# Університет Чупарського
«Університет Чупарського» — український незалежний анімаційний серіал, комедійний ситком про життя студентів у вигаданому університеті імені Чупарського, де розробляються передові технології, які стають причиною різноманітних пригод. Перший сезон виходив на каналі «Animarody» в YouTube з 22 листопада 2022 року по 14 вересня 2024 року. Другий розпочався 9 грудня 2024 року.

## Сюжет
Анімаційний серіал використовує форму класичного ситкому, а дія відбувається у вигаданому «Технічному Університеті Чупарського», або «ТУЧ» у неназваному місті України. Головні герої, Остап, Андрій, Аліса, ББк, Лютецій та Рома Руденко, — це студенти-першокурсники. Серед викладачів університету працює професор Мурштейко, геній та винахідник, що виконує безліч небезпечних та секретних науково-фантастичних розробок для уряду, через які герої постійно потрапляють у різні незвичні ситуації та пригоди.

## Персонажі
- Остап Чупарський / Ості (Михайло Карпань) — середньостатистичний студент-підліток, достатньо кмітливий, але зазвичай боїться порушувати правила, натомість критично оцінюючи ідеї свого найкращого друга Андрія. Остап — тезко за прізвищем винахідника Чупарського.
- Андрій Андрієнко (Ігор Анісімов) — найкращий друг Остапа, не вельми розумний та легковажний студент-підліток, що найбільше цікавиться гулянками та дівчатами.
- Лютецій Мурштейко (Юліан Грицевич) — ґік-підліток з легкими проявами аутичності, син професора Мурштейко, який назвав його на честь хімічного елемента.
- Аліса (Мар'яна Янкевич) — дівчина-підліток з активним сексуальним життям, яким цікавиться більше, ніж навчанням.
- ББк/Бабенко (Юлія Котурбаш, Анна Пелех 1 та 2 серії) — дівчина нестереотипної зовнішності. Найкраща подруга Аліси.
- Борис Якович Мурштейко (Денис Швецов) — професор-геній з темним минулим. Його права рука замінена протезом.
- Степан Романович Яйцедуб (Микола Антонов) — декан університету Чупарського, фізично розвинений, вимогливий чоловік, який дуже відповідально ставиться до своєї посади та старається розвивати університетське життя, запроваджуючи різноманітні ініціативи.
- Рома Руденко (Юліан Грицевич) — студент-мільйонер, який зневажає інших студентів і не оминає жодної нагоди похвалитися своїм багатством.

Героїв українського мультфільму озвучили ті самі актори, які беруть участь в створенні україномовного озвучення «Ріка та Морті».

## Список епізодів

### Перший сезон
| № серії (в сезоні) | Назва серії                           | Режисер(и)                        | Сценарист(и)                      | Оригінальна дата показу |
| --- | ------------------------------------- | --------------------------------- | --------------------------------- | ----------------------- |
| 1 | «Бджола, шпигун та зомбі»             | Микола Семенюк                    | Микола Семенюк                    | 22 листопада 2022       |
| Студенти Остап і Андрій вступають до Університету Чупарського. Андрій знайомиться з легковажним Лютецієм, сином професора. Взявши без дозволу пристрій, розроблений професором, Андрій збільшує бджолу, що випила нектару з чорнобильської квітки. Але Андрій бреше, що це зробив російський шпигун. Декан погрожує відрахувати його з Остапом, тому обом доводиться знайти когось, схожого на справжнього шпигуна. До них приєднується мажор Роман, на якого впали підозри. Тим часом Лютецій, вжалений бджолою, перетворюється на зомбі й поширює інфекцію. Студенти стають зомбі, Андрій і Остап, тікаючи, розкривають, що викладач Іван Іванович справді російський шпигун і декан його нейтралізує. Потім Остап згадує про спрей у лабораторії, яким оббризкували рослину, і виліковує ним зомбі. |                                       |                                   |                                   |                         |
| 2 | «Проблеми телепортації»               | Микола Семенюк та Михайло Карпань | Микола Семенюк та Михайло Карпань | 12 лютого 2023          |
| Остап зрозумів, що в університету жахливий гуртожиток, і шукає квартиру; в Андрієвого брата саме звільнилося житло. Андрій вирішує влаштувати вечірку, проте Роман влаштовує власну і всі студенти йдуть до нього. Андрій обманює одногрупника Сергія, щоб він побив Романа. Остап, подивившись фільм «Муха», паралельно вирішує сам зіпсувати вечірку Романа, заманивши його в телепорт професора Мурштейка. Але коли Остап заходить у телепорт, там була Аліса, і він стає жінкою, а Аліса — чоловіком. Сергій же, потрапивши в телепорт з піддослідним гусаком, стає людиною-птахом і хоче помститися Андрію. Але Мурштейко припиняє бійку, вколовши «сироватку доброти», та виправляє наслідки телепортації. |                                       |                                   |                                   |                         |
| 3 | «Першому Чупарському приготуватися»   | Микола Семенюк та Михайло Карпань | Микола Семенюк та Михайло Карпань | 8 квітня 2023           |
| Декан хоче, щоб його студенти перемогли команду іншого університету в спортивному змаганні. Тому він випробовує на студентах «віртуальний суперфутбол» з незвичайними правилами, де й відбудеться наступне змагання. Щоб отримати в грі нові здібності, Остап повинен два місяці тренуватися. Він підозрює Романа в обмані, бо його прогрес надто швидкий. В день змагання Андрій і Аліса потрапили в пастку в віртуальній реальності через втручання Івана Івановича. Після перемоги в «віртуальний суперфутбол» Роман зізнається, що за нього грав інший хлопець, а історію з Алісою та Андрієм влаштував Лютецій, щоб Андрій нарешті знайшов собі дівчину. |                                       |                                   |                                   |                         |
| 4 | «Жах у стінах Чупарського»            | Микола Семенюк та Михайло Карпань | Микола Семенюк та Михайло Карпань | 20 травня 2023          |
| В Україну з антарктичної станції імені Вернадського доставили замороженого Андрієвого брата. В той час його сестра Аня збирається відвідати родину і фанатично переслідує Остапа. Тому Остап вдає, що в нього вже є дівчина. Студенти не знають, що в Андрієвого брата вселився паразит з іншого світу, який заражає всіх людей навколо за допомогою світла. Ситуацію ускладнює те, що новий хлопець Аліси — фанат Лавкрафта і сприймає паразита за божество. Істота бере під контроль професора Мурштейка, а потім декана. Проте Роман встиг дізнатися, що кава отруйна для паразита. Аліса, Остап, Роман і Аня користуються цим, щоб загнати паразита в пастку й заморозити. |                                       |                                   |                                   |                         |
| 5 | «Хотіли як краще — зробили як завжди» | Микола Семенюк та Михайло Карпань | Микола Семенюк та Михайло Карпань | 8 липня 2023            |
| Роман збирає студентів, щоб помститися Остапу. Невдовзі до університету повинна приїхати комісія, тому декан наказує Остапу, Андрію та Алісі допомагати професору Мурштейку, щоб вони не наробили якогось лиха. Коли Остап іде до вбиральні, один з членів комісії (що нагадує відеоблогера Тайлера Андерсона) випадково розбиває собі голову. Андрій радить Остапу з Алісою стерти члену комісії спогади, вирушивши в подорож його розумом за допомогою винаходу Мурштейка. В світі уяви Аліса та Остап зустрічають свої найгірші страхи. Андрій тим часом несе члена комісії до лікарні, а його переслідує робот Мурштейка. Професор пригадує, що член комісії — це студент, якого вигнали сім років тому. Аліса з Остапом придумують як утекти з уявної пастки, а Мурштейко навіює мстивому студенту думку, що він Тайлер Андерсон. Потім виявляється, що все це підлаштував Роман. |                                       |                                   |                                   |                         |
| 6 | «Назад до нормального»                | Микола Семенюк та Михайло Карпань | Микола Семенюк та Михайло Карпань | 20 вересня 2023         |
| Андрій вирішив, що секрет успіху в дівчат — це мати власне авто. Тому він з Остапом підмовляють Лютеція довідатися як перетворити звичайне авто на машину часу (як у фільмі «Назад у майбутнє»). Андрій обіцяє Алісі дістати з 90-х років рідкісну іграшку в обмін на похід разом в кіно; якщо отримати її не вдасться, Остап і Андрій мусять поголити собі голови. Та замість подорожі в часі обоє злипаються і намагаються це виправити. Потім вони роз'єднуються, але шанс на побачення втрачено. Далі виявляється, що аномальна дія подорожі не минула: Остап і Андрій проходять крізь предмети. Остап ще раз запускає авто, в результаті по світу зникає гравітація. Професор Мурштейко створює пристрій для її повернення, який Аліса встигає правильно використати. Та хоча все повернулося до норми, Остап і Андрій не виконали обіцянку, тому лишаються з поголеними головами. В сцені після титрів Андрій скористався лосьйоном для росту волосся і весь заріс хутром. |                                       |                                   |                                   |                         |
| 7 | «Ті, що біжать по лезу»               | Микола Семенюк та Михайло Карпань | Микола Семенюк та Михайло Карпань | 14 грудня 2023          |
| Передісторія показує, що Бориса Мурштейка в 2014 році змусили працювати на владу після провалу таємничого експерименту. Виявляється, декан — підставна особа, призначена слідкувати за професором. У сучасності в університеті Чупарського наближаються екзамени. Андрій вирішує помінятися з розумним, але непопулярним, студентом тілами за допомогою винаходу Мурштейка. Потім Аліса міняється тілами з ББк, з метою довести, що на неї звертають увагу не тільки за зовнішність. Рома сперечається з Остапом, що здасть екзамени чесним шляхом, і міняється тілами з деканом у обмін на шпигування за студентами. А Остап міняється з Мурштейком заради загадкової справи. Як невдовзі з'ясовується, обмін тілами не вирішив жодну проблему. Андрій став невпевненим слабаком, Алісі не вдаються стосунки з хлопцями, а Рома насолоджується владою. Мурштейко опиняється в пастці, коли виявляється, що в тілі Остапа насправді був професор-алкоголік Михайло Петрович, який раніше помінявся тілами з Остапом для повторення свого старого винаходу. Роман у тіла декана погоджується обмінятися з Мурштейком у тілі Остапа, за що вимагає зарахування екзамену. Коли Михайло Петрович вже майже добудував свій пристрій, на нього падає студент, з яким Андрій мінявся місцями. Всі повертаються до своїх тіл, але виявляється, що Роман під виглядом Остапа осоромив його. Після титрів Мурштейко потай від декана переглядає якісь креслення. |                                       |                                   |                                   |                         |
| 8 | «Чувак! Я нас зменшив»                | Микола Семенюк та Михайло Карпань | Микола Семенюк та Михайло Карпань | 10 березня 2024         |
| Андрій колись не помив каструлю і в ній зародилася середньовічна цивілізація. Його спостереження перериває Остап, невдоволений замалою новорічною ялинкою, поставленою Андрієм. Він обіцяє віддати подарунок на Новий рік Лютецію, якщо друг не добуде більшу ялинку. Андрій недовго думаючи, хоче викрасти ялинку з університету. Коли декан не дає цього зробити, він викрадає в університеті гармату та збільшує ялинку вдома. Потім Андрій лишає гармату на дивані, вона вмикається і зменшує Андрія з Остапом; вони падають у каструлю. Обох схоплюють місцеві жителі, що вважають Андрія богом. Той доручає їм будувати вежу, щоб вибратися з каструлі, а Остапа кидають до в'язниці. Потім аборигени каструлі здогадуються, що Андрій самозванець, але в той час нападають таргани. Андрій та Остап застрибують на спину мухи та тікають. У той же час Роман роздратований святковим настроєм усіх навколо. Він вирішує перечекати вдома, де його відвідує страхітливий дух. Спершу дух показує Роману минуле, щоб довести яка він жахлива людина. Та це не переконує Романа змінитися і дух показує майбутнє: Роман стане диктатором, але його застрелять охоронці, бо його ніхто не любить. Щоб уникнути такої долі, Роман погоджується змінитися. Проте, він розуміє це по-своєму. На свята він дарує студентам гроші, заражені лишаєм. У сцені після титрів Андрій намагається відібрати в Остапа подарунок, але йому перешкоджає декан. |                                       |                                   |                                   |                         |
| 9 | «Чупарський: Стати людиною»           | Микола Семенюк та Михайло Карпань | Микола Семенюк та Михайло Карпань | 5 червня 2024           |
| Андрій, Остап і Лютецій влаштувалися кур'єрами на підробіток. Та невдовзі Остап стикається з презирством до цієї роботи і мріє зробити свого двійника, що працював би замість нього. У Мурштейка саме виявляється пристрій для створення роботів-двійників. Андрій і Остап таємно користуються ним і створюють свої копії, котрі ходять на пари та працюють замість оригіналів. Роман у той час вважає, що йому відмовили знятися в рекламі, бо він «білий цисгендерний чоловік» і задумує помсту всьому людству. Найнявши двох студентів, він будує власну фабрику з виробництва двійників. Роботи швидко відбирають у людей роботу, бо виконують її краще. Проте, роботи надто довірливі. Люди починають вуличні бої проти двійників, чому Роман радіє, поки не дізнається, що роботи бажають замінити всіх людей собою і Роман не зможе вижити на захопленій ними планеті. Мурштейко викликає Андрія, Остапа та Лютеція до себе в лабораторію та доручає відшукати комп'ютер, з якого керуються двійники. Та це не вдається, оскільки трійця студентів стикаються зі своїми копіями. Конфлікт несподівано вирішує Аліса, сказавши довірливим роботам, що вони провалили випробування на мирне співіснування зі своїми творцями. Остап обіцяє, що досягне успіху сам після того, як здобуде диплом. Його слова перериває прибиральник зауваженням, що він теж має диплом. |                                       |                                   |                                   |                         |
| 10 | «Це краще за подорожі у часі»         | Микола Семенюк та Михайло Карпань | Микола Семенюк та Михайло Карпань | 14 вересня 2024         |
| Декілька тижнів у житті Остапа не відбувається нічого поганого. Раптом Мурштейко доручає йому вирішити наслідок роботи пристрою Михайла Петровича (епізод №7). Пристрій створив копію Землі з темної матерії, що загрожує зіткнутися з оригінальною Землею. Щоб завадити катастрофі (шанси якої мізерні, але не нульові), Мурштейко відправляє Остапа на другу Землю з завданням передати своєму тамтешньому двійнику інформацію для безпечного злиття планет. Копія повторює все, що відбувалося на оригінальній планеті пару місяців тому. Мурштейко застерігає, що це не подорож у часі, тому всі події на обох Землях повинні відбутися однаково, інакше злиття зафіксує зміни з копії. Проте Остап вирішує почати зустрічатися з Юлею, поки місцевий Остап встряє у різні пригоди. Задум вдається, Остап передає Мурштейку інформацію, але той не вставляє до пристрою елемент живлення. Справа в тому, що Мурштейко виявляється замаскованим Іваном Івановичем, який хоче викрасти креслення пристрою, щоб змінити історію. Тоді втручається Рома, який мріє помститися Остапу за те, що він забруднив його килим на вечірці. Стається сутичка, в якій Андрій, Аліса та ББк перетворюються на зомбі, Рома викликає Аню, а вона необачно збільшує ББк. Іван Іванович тікає з кресленнями, але їх виявляється замало. Він вирушає в Житомир, щоб отримати від Михайла Петровича відомості як збудувати машину часу. Стається вибух, Остап останньої миті вставляє елемент живлення на місце і дві Землі безпечно зливаються. Усе, здавалося, повернулося до норми, але згодом Остап помічає як події перемішалися. Вибух у Житомирі знищив місто, Андрій зустрічається з Юлею, а Степана Романовича звільнено з посади декана. Аліса знайомить Остапа зі своїм новим хлопцем, в тілі якого міститься мозок Івана Івановича. В сцені після титрів Мурштейко вкотре стирає Лютецію пам'ять і святкує з Михайлом Петровичем звільнення декана. |                                       |                                   |                                   |                         |

### Другий сезон
| № серії (в сезоні) | Назва серії                   | Режисер(и)                        | Сценарист(и)                      | Оригінальна дата показу |
| --- | ----------------------------- | --------------------------------- | --------------------------------- | ----------------------- |
| 11 | «Чим ми займалися у сутінках» | Микола Семенюк та Михайло Карпань | Микола Семенюк та Михайло Карпань | 9 грудня 2024           |
| Остапу сниться епічна пригода, в якій він рятує Юлю. Прокинувшись, Остап висловлює друзям своє невдоволення тим, що Юля стала дівчиною Андрія. Тут до університету прибуває новий декан Вушкограй. Він вирішує реорганізувати університет за принципами соціального дарвінізму, що не подобається всім, крім Роми. ББк та Аліса планують скористатися Геловіном, щоб влаштувати протест. Але студенти не підтримують їх, охочіші приховувати свої недоліки. Тоді Аліса підмовляє Лютеція скористатися машиною для змішування генів і зробити всіх «не такими». Андрій підозрює, що зі світом щось неправильно, тому залучає Остапа до проникнення в лабораторію Мурштейка, проте не може здолати двері. Аліса внаслідок дії машини перетворюється на вампірку. Остап здогадується як зламати двері та телепортується з Андрієм у таємний сховок Мурштейка. Професор розвіює їхні підозри в зміні реальності, але насправді приховує загадковий пристрій. Вушкограй перетворюється на вовкулаку і б'ється з Алісою. Остапу з Андрієм вдається його приголомшити і Вушкограй після перетворення назад у людину тікає з університету. Наприкінці виявляється, що павук-мутант, яким Лютецій хотів усіх налякати на Геловін, утік і оселився під ліжком у Андрія. |                               |                                   |                                   |                         |
| 12 | «Неопізнаний Людський Об'єкт» | Микола Семенюк та Михайло Карпань | Микола Семенюк та Михайло Карпань | 11 квітня 2025          |
| Інопланетяни викрадають найрозумніших людей, щоб захопити Землю. Тим часом в університеті сталося вбивство, а біля трупа лишився напис із погрозою Чупарському. Остап і Андрій вирішують розслідувати цю справу і беруть у напарники хлопця зі шрамом (у якому перебуває мозок Івана Івановича). Потай від усіх в університеті з'являється Яйцедуб з наміром розшукати інопланетян. Студенти насолоджуються тим, що професор Мурштейко відсутній і лишив замість себе робота. Андрій відправив замість себе голограму, яка стає самостійною і хоче отримати тіло. Вона дружиться з Лютецієм і вмовляє його знайти тіло. Аліса й ББк намагаються перешкодити голограмі. Остап, Андрій і їхній напарник з'ясовують, що вбивцею був Мурштейко. Але Яйцедуб вважає їх інопланетянами й хоче пристрелити. Тоді Роман розповідає, що лишив напис-погрозу просто аби позбиткуватися з Остапа, але при цьому став випадковим свідком як інопланетяни викрали Мурштейка, котрий викрив їхнього замаскованого агента. Остап і Андрій демонструють, що справді інопланетяни, і викликають свою летючу тарілку. На інопланетному кораблі виявляється, що майже всі студенти вже замінені двійниками. Але тільки тому, що прибульці не розрізняють людей і не могли з першого разу викрасти потрібних. Яйцедуб отямлюється і починає бійку з інопланетянами. Врешті-решт вони здаються і повертають усіх викрадених людей, обіцяючи завоювати Землю силою потім. Згодом виявляється, що Лютецію не вдалося вселити голограму в тіло робота, а прибульці забули повернути студента з мозком Івана Івановича. Яйцедуб, повернувшись на Землю, опиняється в дивному місці. |                               |                                   |                                   |                         |
| 13 | «Нескінченна історія Лютеція» | Микола Семенюк та Михайло Карпань | Микола Семенюк та Михайло Карпань | 15 липня 2025           |
| Ректор викликає Андрія та Остапа й пояснює їм, що Земля розділилася на три версії. Втручається Мурштейко і відправляє Андрія з Остапом до паралельного світу. Це виявляється світ зомбі-апокаліпсису, де друзі знаходять портативні пристрої, залишені місцевою версією Мурштейка. За їх допомогою обидва переміщуються до фентезійного світу, що нагадує книжку, яку читав Лютецій. Зустрівши версії своїх друзів, Андрій та Остап дізнаються: коли Лютецій спробував завантажити свою голограму в тіло, це спричинило її переміщення в часі та розділення світу на три. Актор, який грав Сержанта Українську Силу, краде пристрій для переміщень і вирушає на пошуки книги Лютеція. Але йому перешкоджає створений Мурштейком робот, мета якого — щоб Лютецій був щасливий. Коли книгу знищують, виявляється, що джерело розділення світів- це сам робот. Проте Мурштейко вимикає його своїм дистанційно керованим протезом. Тим часом Рома викликає свого двійника з іншого світу, щоб той ходив замість нього на пари. Але вже невдовзі вони сваряться і випадково створюють ще одного двійника, двоє з яких швидко гинуть. Коли Мурштейко зливає три світи назад, з'являється Яйцедуб і повідомляє, що він знову декан, оскільки врятував ректора від інопланетян. У сцені після титрів актор розповідає психологу про свої сумніви в реальності всього навколо. |                               |                                   |                                   |                         |

## Створення
Автори серіалу — програміст з Івано-Франківська Микола Семенюк і звукорежисер із Києва Михайло Карпань. Ідея серіалу з'явилася в Миколи у 2016 році. Після випуску кількох серій (потім видалених), він зробив перерву і повернувся до роботи над серіалом у 2020 році. Микола створив іще низку коротких відео і приблизно тоді ж познайомився зі звукорежисером Михайлом Карпанем, який вирішив долучитися до проєкту. На YouTube-каналі «Animarody» вони виклали кілька коротших мультфільмів із персонажами «Університету Чупарського», що розповідають про їхні пригоди до вступу до вигаданого університету та ранню пілотну серію під назвою «Клуб поганого дня», в якій використовуються ранні моделі персонажів та локацій, оновлені версії яких також бачимо і в «Університет Чупарського», але сюжетно ці проєкти не пов'язані.
Перша серія «Університету Чупарського» повністю створена Миколою Семенюком, що виступив як автор сценарію, художник та аніматор. Надалі мультсеріал створюється у співавторстві Миколи Семенюка та Михайла Карпаня. Автор проєкту Микола Семенюк повідомив, що активно працює над продовженням першого сезону серіалу (10 серій) і також планує продовжити його і на другий сезон. Серіал фінансується з пожертв благодійників і монетизації ютубу.
До проєкту залучилися актори Євген Малуха (український голос Гомера Сімпсона та Альфа), Дмитро Гаврилов (озвучував таких персонажів, як Тор, Дедпул, Відьмак), а також Роман Молодій, Аліса Гур'єва та інші. В одній із серій можна почути Віталія Волочая — українського кіберспортивного коментатора. На виготовлення однієї 20-хвилинної серії йде близько півтора місяця.

## Сприйняття
Перша серія зібрала 70 тисяч переглядів за перший тиждень і понад 200 тисяч переглядів до травня 2023 року.
Наталія Гулій з «24 каналу» описала серіал: «Мультфільм поєднує класичну формулу комедії ситуацій „ситкому“ з популярним самоіронічним гумором „метагумор“ та українським контекстом, що може зацікавити багато глядачів».